# Atletica leggera ai Giochi della XXVIII Olimpiade - Staffetta 4×100 metri maschile

Video della Finale

## Presenze ed assenze dei campioni in carica
| Competizione         | Atleta      | Prestazione | Atene 2004 |
| -------------------- | ----------- | ----------- | ---------- |
| Olimpiadi 2000       | Stati Uniti | 37”61       | Presenti   |
| Commonwealth 2002    | Inghilterra | 38”62       | [ E 1 ]    |
| Europei 2002         | Ucraina     | 38”19       | Non qual.  |
| Coppa del mondo 2002 | Stati Uniti | 37”95       | Presenti   |
| Asiatici 2002        | Tailandia   | 38”82       | Non qual.  |
| Panamericani 2003    | Brasile     | 38”44       | Presente   |
| Africani 2003        | Ghana       | 38”63       | Presente   |
| Mondiali 2003        | Stati Uniti | 38”06       | Presenti   |

1. ↑  Ai Giochi l'Inghilterra non gareggia come nazione a sé stante, ma sotto la bandiera della Gran Bretagna.

## Finale
Gli Stati Uniti, sommando i tempi dei componenti del quartetto, sarebbero in grado di battere il record del mondo, tuttavia commettono uno dei loro frequenti errori, quando Gatlin (secondo frazionista) cede il testimone a Miller. Ne approfitta la Gran Bretagna che, senza commettere esitazioni, supera gli americani e lancia Lewis-Francis (ultimo frazionista) verso il traguardo con due metri di vantaggio. Michael Greene (USA) dà tutto quello che ha per riprendere il britannico, ma riesce solo a ridurre le distanze fino a 1 centesimo di secondo.
Per la Gran Bretagna è la seconda vittoria nella specialità, dopo quella alle olimpiadi di Stoccolma del 1912, l'edizione dei Giochi in cui le staffette fecero il loro esordio olimpico. 
L'oro in staffetta è l'unica medaglia conquistata dalla squadra maschile britannica nell'atletica ai Giochi di Atene.
| Pos | Paese             | Atleta                                                            | Tempo |
| --- | ----------------- | ----------------------------------------------------------------- | ----- |
|     | Regno Unito       | Jason Gardener Darren Campbell Marlon Devonish Mark Lewis-Francis | 38"07 |
|     | Stati Uniti       | Shawn Crawford Justin Gatlin Coby Miller Maurice Greene           | 38"08 |
|     | Nigeria           | Olusoji Fasuba Uchenna Emedolu Aaron Egbele Deji Aliu             | 38"23 |
| 4   | Giappone          | Hiroyasu Tsuchie Shingo Suetsugu Shinji Takahira Nobuharu Asahara | 38"49 |
| 5   | Polonia           | Zbigniew Tulin Lukasz Chyla Marcin Jedrusinski Marcin Urbas       | 38"54 |
| 6   | Australia         | Adam Basil Paul di Bella Patrick Johnson Joshua Ross              | 38"56 |
| 7   | Trinidad e Tobago | Nicconnor Alexander Marc Burns Ato Boldon Darrel Brown            | 38"60 |
| 8   | Brasile           | Claudio Souza Edson Ribeiro André Domingos Vicente Lima           | 38"67 |